# Treći lisni mišić
Treći lisni mišić (lat. musculus peroneus tertius) mišić je prednje strane potkoljenice. Mišić inervira lat. nervu peroneus profundus.

## Polazište i hvatište
Mišić polazi s lisne kosti (medijalne strane) i hvata se za gornju stranu pete kosti donožja.